# Chilecomadia moorei
Chilecomadia moorei is een vlinder uit de familie van de Houtboorders (Cossidae). De wetenschappelijke naam van de soort is voor het eerst gepubliceerd in 1915 door Carlos Silva Figueroa.
De soort komt voor in Chili.